# Noa Cochva
Noa Cochva (tiếng Do Thái: נועה כוכבא; sinh ngày 19 tháng 2 năm 1999) là người mẫu và là hoa hậu người Israel được vinh danh là Hoa hậu Israel 2021. Với tư cách là Hoa hậu Israel, cô sẽ đại diện cho nước chủ nhà tại cuộc thi Hoa hậu Hoàn vũ 2021 được tổ chức tại Eilat, Israel.

## Tiểu sử
Cochva sinh ra và lớn lên tại Yehud, Israel. Cha cô là phi công và chỉ huy phi đội trong khi mẹ cô là trung tá trong Lực lượng Không quân. Khi còn nhỏ, cô mắc một căn bệnh huyết học và phải nằm viện trong một thời gian và cũng muốn trở thành một bác sĩ nhi khoa.
Noa Cochva từng phục vụ trong quân đội với vai trò là chiến sĩ quân y.

## Sự nghiệp
Cochva than gia cuộc thi Hoa hậu Israel và cạnh tranh với 11 thí sinh khác trong vòng chung kết ở Tel Aviv. Cô đã là người chiến thắng với ngôi vị Hoa hậu Israel 2021 và sẽ là đại diện cho Israel tại cuộc thi Hoa hậu Hoàn vũ 2021 sẽ được tổ chức tại Eilat, Israel.